# Tom Jennings

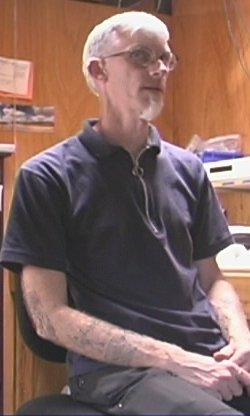
Tom Jennings

Thomas Daniel Jennings (Boston, 1955) is een Amerikaanse computerprogrammeur. Hij richtte in 1984 FidoNet op, het eerste berichten- en bestandsuitwisselingsnetwerk voor bulletinboardsystemen (BBS'en).
Oorspronkelijk waren de FidoNet protocollen geïmplementeerd in een door Jennings geschreven computerprogramma met de naam Fido. Later werden ze ook door anderen in hun eigen programma's geïmplementeerd, zodat Fidonet vanuit uiteenlopende software, maar ook vanaf verschillende computerplatformen bereikbaar werd.
Behalve dat hij met de FidoNet-software het meest invloedrijke protocol voor BBS-netwerken creëerde, was Jennings ook de man die Wired Magazine naar het internet bracht, een portabele BIOS schreef en die al sinds jaar en dag overzichten bijhoudt over de geschiedenis van karaktercodes en codeermethodieken.
Tussen 1988 en 1991, toen Jennings in San Francisco woonde, waren hij en Deke Nihilson uitgevers en redacteuren van het tijdschrift Homocore, een van de eerste Queercore-tijdschriften. De naam was afkomstig uit het tijdschrift J.D.s, een punk-blad. Homocore bevatte artikelen over musici en schrijvers als The Apostles, Steve Abbott, Donna Dresch, Larry Livermore en G.B. Jones. Daarnaast organiseerde het tijdschrift activiteiten zoals de Homocore shows, waar bands als Fugazi en Beat Happening optraden. Het blad maakte zich sterk voor de bevordering van de Queercore beweging, met name die van de Amerikaanse westkust. Internationaal gezien hadden J.D.s en Homocore, hoewel daarvan slechts zeven nummers verschenen, duidelijk invloed op de opkomst van Queercore onder queerpunkjongeren in Noord- en Zuid-Amerika en Europa.
Tegenwoordig wonen Jennings en zijn partner Josh Stehlik in Los Angeles en werkt hij als technisch medewerker van de Universiteit van Californië - Irvine aan cursussen over computergegenereerde kunst.